# Botjärnen, Gästrikland
Botjärnen är en sjö i Sandvikens kommun i Gästrikland och ingår i Gavleåns huvudavrinningsområde. Sjön är 4,2 meter djup, har en yta på 0,008 kvadratkilometer och är belägen 153 meter över havet.